# لينكولن (فيرمونت)
لينكولن (بالإنجليزية: Lincoln, Vermont)‏ هي بلدة تقع بولاية فيرمونت في الولايات المتحدة. تأسست عام 1780، تبلغ مساحتها 115.5 (كم²)، وترتفع عن سطح البحر 385 م، بلغ عدد سكانها 1271 نسمة في عام 2010 حسب إحصاء مكتب تعداد الولايات المتحدة وتصل الكثافة السكانية فيها 11.1 نسمة/كم2.

## أعلام
- فريدريك هوارد براينت
- وليام أودوم إلدريدج

## وصلات خارجية
- www.lincolnvermont.org
- The US50 - Cities and Towns in Vermont State
- Vermont Cities and Towns, Facts, Map, Flag, Colleges, Government, and More